# Rachispoda lutosa
Rachispoda lutosa är en tvåvingeart som först beskrevs av Christian Stenhammar 1855.  Rachispoda lutosa ingår i släktet Rachispoda, och familjen hoppflugor. Arten är reproducerande i Sverige.